# Kidaru
Kidaru ist ein Verwaltungsbezirk (englisch Ward) des Distrikts Iramba in der tansanischen Region Singida.

## Geografie
Kidaru ist ein Bezirk im nördlichen Zentralteil von Tansania etwa 80 Kilometer nördlich der Regionshauptstadt Singida. Im Osten fließt der Fluss Ndurumo, ein Nebenfluss des Sibiti, der die Grenze im Norden bildet und in den Kitangirisee mündet. Der Bezirk ist flach und wird von vielen saisonalen Bächen durchzogen.
Der Bezirk grenzt im Norden an die Region Simiyu, im Osten an Mpambala, im Südosten an Gumanga, im Südwesten an Kisiriri und im Westen an Tulya.  Bei der Volkszählung 2022 lebten 15.321 Menschen in 2186 Haushalten auf einer Fläche von 283 Quadratkilometern.

## Gliederung
Der Bezirk besteht aus vier Gemeinden (swahili Mtaa) mit 18 Orten (Kitongoji):
| Luono - Luono - Mbugayampoku - Mdama - Mwamapuli - Kigaa | Tyegelo - Samora - Amani - Nkhuruma A - Nkhuruma B | Kidaru - Mwando - Dukusilu - Mlumba - Twelambwa - Laini - Magema | Ndurumo - Ndurumo - Makimamambi - Makale |

## Wirtschaft und Infrastruktur
- Landwirtschaft: Die wichtigsten Agrarprodukte sind Hirse und Sorghum, zum Verkauf werden auch Sonnenblumen angebaut.[7]
- Bildung: Die Kidaru Secondary School ist eine staatliche weiterführende Schule, die rund 150 Mädchen und Burschen bis zur 4. Stufe ausbildet.[8]
- Gesundheit: In den Gemeinden Luono,[9] Kidaru[10] und Ndurumo[11] gibt es je eine staatliche Apotheke.